# Neoserica rufula
Neoserica rufula är en skalbaggsart som beskrevs av Moser 1915. Neoserica rufula ingår i släktet Neoserica och familjen Melolonthidae. Inga underarter finns listade i Catalogue of Life.